# 2. deild islandzka w piłce nożnej (1987)
Sezon 1987 był 33. sezonem drugiego poziomu ligowego piłki nożnej na Islandii. Pierwsze miejsce zajął zespół Víkingur Reykjavík, zdobywając trzydzieści pięć punktów w osiemnastu meczach. Po sezonie awansowały zespoły Víkingur Reykjavík i Leiftur, spadły natomiast Einherji oraz ÍB Ísafjörður.

## Drużyny
Po sezonie 1986 z ligi awansowały zespoły Völsungur Húsavík i KA Akureyri, spadły zaś Njarðvík oraz Skallagrímur. Ich miejsce zajęły spadające z 1. deild Breiðablik i ÍB Vestmannaeyja oraz awansujące z 3. deild Leiftur i ÍR.
| Uczestnicy poprzedniej edycji                                                                                 | Uczestnicy poprzedniej edycji | Uczestnicy poprzedniej edycji | Uczestnicy poprzedniej edycji |
| --- | ----------------------------- | ----------------------------- | ----------------------------- |
| VÍR | Víkingur Reykjavík            | 3                             |                               |
| SEL | Selfoss                       | 4                             |                               |
| EIH | Einherji                      | 5                             |                               |
| KS | KS                            | 6                             |                               |
| ÞRR | Þróttur Reykjavík             | 7                             |                               |
| ÍBI | ÍB Ísafjörður                 | 8                             |                               |
| Spadek z 1. deild                                                                                             |                               |                               |                               |
| BRE | Breiðablik                    | 9                             |                               |
| ÍBV | ÍB Vestmannaeyja              | 10                            |                               |
| Awans z 3. deild                                                                                              |                               |                               |                               |
| LEI | Leiftur                       | 1                             |                               |
| ÍRE | ÍR                            | 2                             |                               |
| Oznaczenia: - kolumna pierwsza – skróty nazw drużyn, - kolumna trzecia – miejsce zajęte w poprzednim sezonie. |                               |                               |                               |

## Tabela
| Lp. | Drużyna                | M  | Z  | R | P  | Bramki | Bramki | Różn. | Pkt | Uwagi              |
| --- | ---------------------- | -- | -- | - | -- | ------ | ------ | ----- | --- | ------------------ |
| 1   | Víkingur Reykjavík (A) | 18 | 11 | 2 | 5  | 35     | 26     | +9    | 35  | Awans do 1. deild  |
| 2   | Leiftur (A)            | 18 | 9  | 5 | 4  | 32     | 22     | +10   | 32  | Awans do 1. deild  |
| 3   | Breiðablik             | 18 | 9  | 2 | 7  | 34     | 23     | +11   | 29  |                    |
| 4   | Selfoss                | 18 | 8  | 5 | 5  | 35     | 28     | +7    | 29  |                    |
| 5   | Þróttur Reykjavík      | 18 | 9  | 1 | 8  | 35     | 31     | +4    | 28  |                    |
| 6   | ÍB Vestmannaeyja       | 18 | 7  | 5 | 6  | 35     | 30     | +5    | 26  |                    |
| 7   | KS                     | 18 | 7  | 4 | 7  | 33     | 32     | +1    | 25  |                    |
| 8   | ÍR                     | 18 | 7  | 4 | 7  | 33     | 34     | −1    | 25  |                    |
| 9   | Einherji (S)           | 18 | 5  | 4 | 9  | 21     | 35     | −14   | 19  | Spadek do 3. deild |
| 10  | ÍB Ísafjörður (S)      | 18 | 2  | 0 | 16 | 22     | 54     | −32   | 6   | Spadek do 3. deild |

## Wyniki
| Gospodarz \ Gość   | BRE | EIH | LEI | SEL | KS  | ÍBV | VÍR | ÍBI | ÍRE | ÞRR |
| Breiðablik         |     | 2:0 | 5:1 | 1:1 | 1:1 | 2:4 | 0:1 | 7:0 | 3:0 | 0:3 |
| Einherji           | 2:5 |     | 2:1 | 0:4 | 2:1 | 0:0 | 1:1 | 2:1 | 1:0 | 2:1 |
| Leiftur            | 2:0 | 3:1 |     | 1:1 | 1:0 | 2:0 | 3:1 | 3:0 | 2:2 | 3:0 |
| Selfoss            | 3:1 | 3:1 | 1:0 |     | 0:2 | 2:0 | 2:1 | 3:1 | 2:3 | 3:1 |
| KS                 | 2:1 | 1:1 | 4:4 | 3:3 |     | 1:0 | 3:1 | 2:1 | 6:3 | 0:1 |
| ÍB Vestmannaeyja   | 3:1 | 2:1 | 1:1 | 2:2 | 2:0 |     | 2:3 | 3:2 | 5:1 | 2:2 |
| Víkingur Reykjavík | 0:2 | 4:1 | 2:1 | 3:2 | 2:0 | 3:3 |     | 1:0 | 2:1 | 3:2 |
| ÍB Ísafjörður      | 0:1 | 3:2 | 1:2 | 3:1 | 2:5 | 2:5 | 1:4 |     | 1:3 | 0:3 |
| ÍR                 | 0:1 | 1:1 | 0:0 | 0:0 | 5:1 | 3:0 | 1:0 | 4:3 |     | 2:4 |
| Þróttur Reykjavík  | 0:1 | 2:1 | 1:2 | 5:2 | 2:1 | 2:1 | 1:3 | 3:1 | 2:4 |     |

Źródło:  (ang.)
Objaśnienia:
1Drużyna gospodarzy jest wymieniona po lewej stronie tabeli.
Kolory: zielony – zwycięstwo gospodarzy, żółty – remis, różowy – zwycięstwo gości.

## Najlepsi strzelcy
| Bramki | Strzelcy              | Drużyna            |
| ------ | --------------------- | ------------------ |
| 16     | Heimir Karlsson       | ÍR                 |
| 13     | Jón Þórir Jónsson     | Breiðablik         |
| 13     | Trausti Ómarsson      | Víkingur Reykjavík |
| 12     | Jón Gunnar Bergs      | Selfoss            |
| 9      | Hafþór Kolbeinsson    | KS                 |
| 9      | Sigurður Hallvarðsson | Þróttur Reykjavík  |
| 9      | Björn Bjartmarz       | Víkingur Reykjavík |